# Ondřej Liška

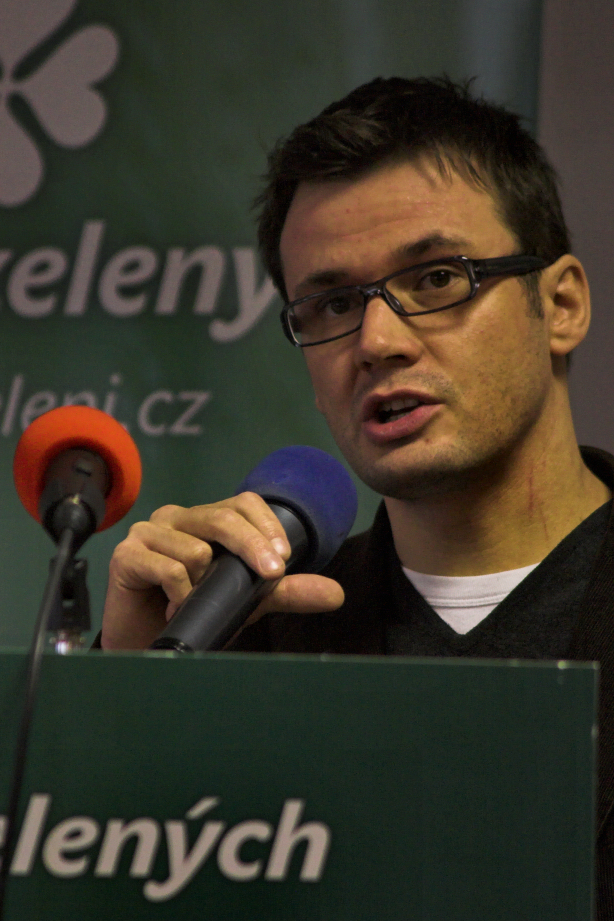
Ondřej Liška

Ondřej Liška (Tsjechoslowakije, 14 juli 1977) is een Tsjechisch politicus. Hij werd in 2006 parlementslid voor Strana zelených (de Groenen). In 2007 volgde hij zijn partijgenoot Dana Kuchtová op als minister van Onderwijs.
- Gemeinsame Normdatei: 124398510
- International Standard Name Identifier: 0000 0000 5542 5648
- Library of Congress Control Number: n00095496
- Nationale Bibliotheek van Tsjechië: jn20000401653
- Virtual International Authority File: 74784042
- WorldCat: E39PBJv8FQp9mMDX9dDKBpctrq